# Инцъявр
И́нцъявр (также Инцюзиявр, Интюзи) — озеро в Ловозерском районе Мурманской области, расположенное на северо-востоке Кольского полуострова, к юго-востоку от Ёнозера. Относится к бассейну Баренцева моря, в который имеет сток через озеро Качманъявр и далее — через реку Поккруэй в реку Иоканга.
Топоним Инцъявр восходит к саамскому слову «инц», означающему «утро» + «явр» — «озеро».
Площадь зеркала — 23,1 км². Высота над уровнем моря — 215,7 м. Длина озера составляет около 9,9 км при максимальной ширине 3,6 км в центральной части.
Имеет неправильную форму, с сильно изрезанной береговой линией. Впадает несколько ручьёв. На севере соединено протокой с озером Малый Инцъявр. Острова раскиданы по всей акватории водоёма. Берега местами заболоченные, холмистые с абсолютными высотами до 258,4 м (гора Парскепакк). Берега покрыты тундровой и болотной растительностью.
Код водного объекта в государственном водном реестре — 02010000911101000005564.